# Campeonato Europeo de Baloncesto Femenino Sub-20
El Campeonato de Europa sub-20 femenino de la FIBA, es una competición anual de baloncesto, de selecciones nacionales femeninas de categoría sub-20 de Europa. Está organizada por FIBA Europa y se disputa desde el año 2000. Hasta 2004 se celebraba cada dos años, a partir de 2005 pasó a celebrarse cada año.

## Equipos participantes
Esta competición está compuesta por las siguientes selecciones:
- España
- República Checa
- Italia
- Francia
- Hungría
- Portugal
- Polonia
- Serbia
- Finlandia
- Letonia
- Suecia
- Lituania
- Bélgica
- Países Bajos
- Bulgaria
- Irlanda

## Ediciones
| Año  | Sede                                         | Partido por la medalla de oro | Partido por la medalla de oro | Partido por la medalla de oro | Partido por la medalla de bronce | Partido por la medalla de bronce | Partido por la medalla de bronce |
| Año  | Sede                                         | Oro                           | Resultado                     | Plata                         | Bronce                           | Resultado                        | 4.ª plaza                        |
| ---- | -------------------------------------------- | ----------------------------- | ----------------------------- | ----------------------------- | -------------------------------- | -------------------------------- | -------------------------------- |
| 2000 | Eslovaquia (Bardejov / Lučenec / Ružomberok) | Rusia                         | 84–57                         | República Checa               | Rumania                          | 58–55                            | Turquía                          |
| 2002 | Croacia (Zagreb)                             | República Checa               | 77–74                         | Rusia                         | Francia                          | 77–62                            | Letonia                          |
| 2004 | Francia (Saint-Brieuc / Vannes / Quimper)    | Rusia                         | 80–64                         | Francia                       | República Checa                  | 72–52                            | Hungría                          |
| 2005 | República Checa (Brno)                       | Francia                       | 72–52                         | Polonia                       | Letonia                          | 65–36                            | Grecia                           |
| 2006 | Hungría (Sopron)                             | Rusia                         | 77–68                         | Hungría                       | Francia                          | 64–55                            | España                           |
| 2007 | Bulgaria (Sofía)                             | España                        | 75–60                         | Serbia                        | Francia                          | 65–63                            | Turquía                          |
| 2008 | Italia (Sulmona / Pescara)                   | Rusia                         | 67–58                         | Francia                       | Serbia                           | 73–46                            | España                           |
| 2009 | Polonia (Gdynia)                             | Francia                       | 74–52                         | España                        | Letonia                          | 78–75                            | Rusia                            |
| 2010 | Letonia (Liepāja)                            | Rusia                         | 75–74                         | España                        | Letonia                          | 53–49                            | Francia                          |
| 2011 | Serbia (Novi Sad / Zrenjanin)                | España                        | 62–53                         | Rusia                         | Polonia                          | 67–65                            | Serbia                           |
| 2012 | Hungría (Debrecen)                           | España                        | 59–46                         | Rusia                         | Turquía                          | 58–56                            | Países Bajos                     |
| 2013 | Turquía (Samsun)                             | España                        | 59–53                         | Italia                        | Turquía                          | 53–38                            | Bielorrusia                      |
| 2014 | Italia (Udine)                               | Francia                       | 47–42                         | España                        | Italia                           | 68–63                            | Serbia                           |
| 2015 | España (Teguise / Tinajo)                    | España                        | 66–47                         | Francia                       | Países Bajos                     | 63–51                            | Rusia                            |
| 2016 | Portugal (Matosinhos)                        | España                        | 71–69                         | Italia                        | Rusia                            | 78–72                            | Serbia                           |
| 2017 | Portugal (Matosinhos)                        | España                        | 73–63                         | Eslovenia                     | Rusia                            | 80–59                            | Francia                          |
| 2018 | Hungría (Sopron)                             | España                        | 69–50                         | Serbia                        | Países Bajos                     | 65–60                            | Italia                           |
| 2019 | República Checa (Klatovy)                    | Italia                        | 70–67                         | Rusia                         | Francia                          | 50–34                            | Bélgica                          |
| 2022 | Hungría (Sopron)                             | España                        | 47–42                         | República Checa               | Italia                           | 64–48                            | Francia                          |
| 2023 | Lituania (Klaipėda)                          | Francia                       | 85–59                         | Letonia                       | España                           | 94–36                            | Serbia                           |
| 2024 | Lituania (Klaipėda, Vilnius)                 | Francia                       | 83–75                         | España                        | Italia                           | 70–48                            | Alemania                         |
| 2025 | Portugal (Matosinhos)                        | España                        | 102–50                        | Lituania                      | Italia                           | 84–51                            | Suecia                           |

## Medallero
- Actualizado hasta Matosinhos 2025

| Núm. | País            | Oro | Plata | Bronce | Total |
| ---- | --------------- | --- | ----- | ------ | ----- |
| 1    | España          | 10  | 4     | 1      | 15    |
| 2    | Rusia           | 5   | 4     | 2      | 11    |
| 3    | Francia         | 5   | 3     | 4      | 12    |
| 4    | Italia          | 1   | 2     | 4      | 7     |
| 5    | República Checa | 1   | 2     | 1      | 4     |
| 6    | Serbia          | 0   | 2     | 1      | 3     |
| 7    | Letonia         | 0   | 1     | 3      | 4     |
| 8    | Polonia         | 0   | 1     | 1      | 2     |
| 9    | Hungría         | 0   | 1     | 0      | 1     |
| 10   | Eslovenia       | 0   | 1     | 0      | 1     |
| 11   | Lituania        | 0   | 1     | 0      | 1     |
| 12   | Países Bajos    | 0   | 0     | 2      | 2     |
| 13   | Turquía         | 0   | 0     | 2      | 2     |
| 14   | Rumanía         | 0   | 0     | 1      | 1     |